# Högfors
Högfors is een plaats in de gemeente Ljusnarsberg in het landschap Västmanland en de provincie Örebro län in Zweden. De plaats heeft 93 inwoners (2005) en een oppervlakte van 59 hectare.

## Verkeer en vervoer
Bij de plaats loopt de Riksväg 50.